# 十鬼之絆 ～關原奇譚～
《十鬼之絆 ～關原奇譚～》是Idea Factory所發售的戀愛冒險遊戲。2013年7月25日發行番外片《十鬼之絆 花結綴（十鬼の絆 花結綴り）》。

## 故事
故事背景設定於日本戰國時代，豐臣秀吉逝世一年多後的期間。在關原地區，居住著被世間稱為「鬼」的族群，將世界舞台交給人類，並躲避著人類的目光生活。
鬼族長期以來與人類有著密切的糾葛，統率鬼族的首領－八奈姬為此於某日下達命令，只要是和人類有關係的鬼族，即刻和鬼族斷絕一切關係。雖然暫未發現和人類有密切連繫的鬼族，但是八奈姬仍為此感到不安。翌日，八奈姬忽然遭刺客襲擊重傷，雖保住性命陷入長久沉睡，與此同時，負責搜查刺伤公主犯人的十鬼众的头领们因某件事情，与人类之间的联系越来越明了。
女主角涼森雪奈作為八奈姬的護衛暨十家鬼頭首領之一的「十鬼眾」的成員，為了尋找能讓八奈姬甦醒的方法和實踐八奈姬遇刺後留下的話語「阻止人類給鬼族所帶來的干涉」，為了追查出襲擊八奈姬的犯人的身份，展開冒險旅途，與此同時，雪奈的決擇與行動，將會影響鬼族與人類的未來。

## 遊戲系統
遊戲總共有五名可攻略男性角色：風間千歲、雪村千耶、天霧千岳、不知火秦、初霜千鬼丸（隱藏路線）。
剛開始進行遊戲時，總共有四名角色的劇情線可直接進行，通關完任一角色後，開啟初霜千鬼丸的劇情線。
遊戲設置系統裏，依據玩家在遊戲裡的對話選項，將可提升以鬼族使命為重的「忍之心（忍ふ心）」，或是專注提升和攻略角色的好感發展戀情的「慕之心（幕う心）。當「忍之心」或「慕之心」其一出現較另一方高許多的傾向，將會影響結局。

## 登場人物

### 主要人物
涼森雪奈（聲優：沒有）
涼森家的頭領，十鬼眾的成員。
八瀬姫的忍者，擔任護衛。
風間千歲（聲優：伊藤健太郎）
【西海九國之鬼頭】
雪村千耶（聲優：神谷浩史）
【陸奧六郡之鬼頭】
天霧千岳（聲優：乃村健次）
【漂泊之者】
不知火秦（聲優：日野聰）
【西國之現神】

### 其他人物
八瀨千羽（聲優：飯田奈保美）
初霜千鬼丸（聲優：岡本信彦）
汐見秋士（聲優：秋元羊介）
琴浦透真（聲優：西松和彦）
月島勲朗（聲優：石原凡）
酒呑童子（聲優：鈴村健一）
朧八千代（聲優：立花慎之介）
南雲秀（聲優：入野自由）
徳川家康（聲優：大塚明夫）
本多正信（聲優：宮澤正）
石田三成（聲優：濱田賢二）
島左近（聲優：寺杣昌紀）
島津豊久（聲優：檜山修之）
島津義弘（聲優：澤木郁也）
毛利元康（聲優：中西俊彦）
宇喜多秀家（聲優：阿部敦）

## 主題曲
主題曲OP「十鬼の絆」
作詞、歌：黑崎真音 / 作曲、編曲：デワヨシアキ
片尾曲ED1「契 -この広い広い、時空を越えて-」
作詞：黑崎真音 / 作曲、編曲：井内舞子 / 歌：Ray
片尾曲ED2「譫言 -沈みゆく私の-」
作詞：黑崎真音 / 作曲、編曲：井内舞子 / 歌：Ray

## 外部連結
- 『十鬼之絆 ～關原奇譚～』遊戲官方網站（页面存档备份，存于）